# Max Lorenz (piłkarz)
Max Lorenz (ur. 19 sierpnia 1939 w Bremie) – niemiecki piłkarz, pomocnik lub obrońca. Brązowy medalista MŚ 1970. Długoletni zawodnik Werderu Brema.
W Werderze grał w latach 1960–1969 (od 1963 w Bundeslidze). W 1965 został mistrzem RFN. W najwyższej klasie rozgrywkowej występował także w barwach Eintrachtu Brunszwik (1969–1972). W reprezentacji RFN debiutował 24 kwietnia 1965 w meczu z Cyprem. Do 1970 rozegrał w kadrze 19 spotkań i strzelił jedną bramkę. Podczas MŚ 70 wystąpił w jednym meczu – w spotkaniu o brązowy medal (z Urugwajem). Był to jego ostatni reprezentacyjny występ. Znajdował się w kadrze na MŚ 66.